# Dague (1911)
Dague – francuski niszczyciel z okresu I wojny światowej, jedna z 12 zbudowanych jednostek typu Bouclier. Wyporność okrętu wynosiła 876 ton, a jego główne uzbrojenie stanowiły dwa działa kalibru 100 mm wsparte lżejszą artylerią oraz bronią torpedową. Napędzana turbinami parowymi jednostka rozwijała prędkość 31 węzłów, osiągając zasięg 1200–1400 Mm przy prędkości 12–14 węzłów.
„Dague” został zwodowany 29 czerwca 1911 roku w stoczni Forges et Chantiers de la Gironde w Bordeaux, a w skład Marine nationale wcielono go 20 maja 1912 roku. Okręt służył na Morzu Śródziemnym, aktywnie uczestnicząc w działaniach wojennych. Niszczyciel zatonął 24 lutego 1915 roku po wejściu na minę nieopodal Antivari. Wrak niszczyciela znajduje się za falochronem portu w Barze i jest dostępny dla nurków.

## Projekt i budowa
Po zbudowaniu serii niszczycieli (fr. contre-torpilleur d’escadre) „450-tonowych” (typów: Spahi, Voltigeur i Chasseur) dowództwo marynarki francuskiej Marine nationale podjęło działania w celu pozyskania większych okrętów. W 1907 roku Rada Najwyższa Floty postanowiła, że do 1919 roku zostaną zbudowane 63 nowe jednostki tej klasy, co oznaczało wodowanie sześciu–siedmiu okrętów rocznie. Powiększenie wyporności pozwalało na zamontowanie silniejszego niż stosowanego dotychczas uzbrojenia, zainstalowanie siłowni o większej mocy i zwiększenie dzielności morskiej, co miało umożliwić towarzyszenie siłom głównym w trudnych warunkach atmosferycznych. 28 kwietnia 1908 roku do Dowództwa Generalnego Marynarki Wojennej wpłynęło memorandum dyrektora ds. budowy okrętów Dudeboisa, w którym postulował on powiększenie wyporności nowo projektowanych niszczycieli co najmniej do 500–600 ton, podwyższenie pokładu dziobowego oraz wzmocnienie uzbrojenia z dotychczasowych sześciu dział kalibru 65 mm do dwóch–trzech dział kalibru 75–100 mm i czterech dział kalibru 65 mm. W zakresie uzbrojenia torpedowego – według początkowych założeń – okręty miały mieć stałą wyrzutnię dziobową i dwa podwójne obracalne aparaty torpedowe na pokładzie. Ostatecznie wybrano wariant uzbrojenia z dwoma działami kalibru 100 mm i czterema kalibru 65 mm oraz czterema wyrzutniami torped w dwóch podwójnych aparatach. Niszczyciele miały być napędzane turbinami parowymi zasilanymi przez kotły opalane paliwem płynnym, co miało się przekładać na osiągnięcie podczas prób prędkości 31 węzłów. 31 maja 1908 roku służba techniczna budowy okrętów, kierowana przez inż. Lhomme, wysłała do zainteresowanych stoczni dokument z ogólną specyfikacją, którą musiały spełniać nowe okręty, dając konstruktorom pełną swobodę, jeśli chodzi o realizację projektów. 
Niszczyciel został zamówiony przez marynarkę w stoczni Forges et Chantiers de la Gironde w Bordeaux 26 sierpnia 1908 roku, będąc jedną z trzech jednostek typu Bouclier tam zbudowanych. Budowa sfinansowana została z budżetu marynarki na rok 1908, przedłożonego 11 maja i zatwierdzonego 31 grudnia 1907 roku. Stępkę okrętu położono w 1910 roku, a zwodowany został we czwartek 29 czerwca 1911 roku. Uroczystość wodowania odbyła się w obecności dyrektora stoczni Presseqa, głównego inżyniera marynarki wojennej Anschera, kierownika budowy Lepichona i inżyniera Leverne, osobiście odpowiedzialnego za budowę jednostki. Na początku sierpnia kpt. mar. (fr. lieutenant de vaisseau) Nabaud został wyznaczony do nadzorowania prac wykończeniowych niszczyciela.
13 stycznia 1912 roku okręt przepłynął z Bordeaux do Lorient, gdzie 22 lutego rozpoczęte zostały wstępne próby morskie (m.in. na mili pomiarowej jednostka uzyskała prędkość 29 węzłów). W trzeciej dekadzie lutego na nowego dowódcę niszczyciela został nominowany kpt. mar. Tracaud. 12 marca rozpoczęto oficjalne próby, których program obejmował pomiar liczby obrotów śrub przy prędkości 14 węzłów i przy prędkości maksymalnej, określenie zużycia paliwa przy prędkości 14 węzłów, pomiar prędkości maksymalnej podczas próby 6-godzinnej, sprawdzenie funkcjonowania wszystkich mechanizmów okrętowych oraz uzbrojenia artyleryjskiego i torpedowego. Podczas przeprowadzonych 13 marca 8-godzinnych prób zużycia paliwa kotły spalały 74,67 kg paliwa na milę morską. 4 kwietnia okręt przy wyporności 733,83 tony rozwinął prędkość 32,84 węzła. Za to osiągnięcie stocznia otrzymała premię w wysokości 60 tys. franków.

## Dane taktyczno-techniczne

### Charakterystyka ogólna
Okręt był niszczycielem ze zbudowanym ze stali kadłubem o zaokrąglonym przekroju, z podwyższonym pokładem dziobowym sięgającym średnio 4,5 metra ponad wodnicę i mającym niewielki spadek. Konstrukcja kadłuba oparta była na czterech wzdłużnikach i wręgach, numerowanych od rufy. Blachy poszycia zewnętrznego miały grubość od 4 do 8 mm, a do stępki przymocowany był drewniany zewnętrzny kil. W celu redukcji kołysania na jednostce zamontowano stępki przeciwprzechyłowe. Stewa dziobowa była prawie prosta, z gładką krzywizną u dołu, rufa zaś miała wyraźny nawis. Okręt miał jeden ciągły pokład górny, na którym znajdowały się dwie nadbudówki: dziobowa i rufowa.
Kadłub podzielony był za pomocą pięciu głównych grodzi na przedziały wodoszczelne, dochodzące do wysokości górnego pokładu, wydzielające kotłownie dziobową i rufową, przedziały turbin, skrajnik dziobowy z taranem oraz skrajnik rufowy. Prócz tego istniały dwie dodatkowe grodzie, umieszczone w dziobowej i rufowej części kadłuba, a w kadłubie znajdowała się pokaźna liczba małych przedziałów wodoszczelnych wydzielonych lekkimi grodziami. W części dziobowej pokładu dolnego znajdowały się: magazyny żywności, wina i wody, prochu czarnego, amunicji artyleryjskiej oraz komory łańcuchowe i zbiornik paliwa, zajmujący całą szerokość kadłuba; w części rufowej znalazły się natomiast oficerskie magazyny żywności, amunicji artyleryjskiej i głowic torpedowych oraz zbiornik paliwa. Na pokładzie górnym pod pokładem dziobowym znajdowały się: kubryk załogi, pomieszczenia gospodarcze, kambuzy, umywalnie i toalety; kubryk załogi oraz kambuz mieściły się także w nadbudówce dziobowej, a kubryk podoficerów oraz kabiny oficerów i dowódcy znajdowały się w nadbudówce rufowej. Na końcu pokładu dziobowego znajdował się niski pomost bojowy ze sterówką oraz platforma reflektorów, a nadbudówkę rufową zajmowały pomieszczenia radiostacji, pisarza i toalety oficerskie. Na okręcie zainstalowano dwa maszty: główny, usytuowany za pomostem (znacznie wyższy niż na pozostałych okrętach typu) i znacznie niższy drugi, znajdujący się na nadbudówce rufowej (w końcu 1913 roku wysoki przedni maszt został wymieniony na krótszy, trójnożny).
Długość całkowita okrętu wynosiła 78,5 metra (76 metrów między pionami), szerokość całkowita 8,04 metra (7,804 metra na wodnicy) i maksymalne zanurzenie na rufie 2,94 metra. Wyporność normalna wynosiła 876 ton.
Załoga okrętu składała się zazwyczaj z 5–6 oficerów oraz 75–77 podoficerów i marynarzy.

### Urządzenia napędowe
Siłownia jednostki składała się z dwóch turbin parowych produkcji zakładów Bréguet, pracujących na dwie linie wałów zakończonych trójłopatowymi śrubami napędowymi o średnicy 2,16 metra i skoku 1,963 metra. Zespół turbin składał się z turbiny wysokiego ciśnienia, turbiny niskiego ciśnienia, turbiny biegu wstecznego i turbiny marszowej, usytuowanych w jednym korpusie. Dziobowa turbina napędzała prawoburtową linią wałów, zaś rufowa lewą. Parę dostarczały cztery kotły wodnorurkowe du Temple o ciśnieniu roboczym 16 kG/cm². Spaliny odprowadzane były do czterech niskich, zgrupowanych w pary kominów.
Maszyny osiągały łączną moc projektową 13 500 KM, co pozwalało na rozwijanie średniej prędkości maksymalnej co najmniej 31 węzłów przez sześć godzin. Zapas paliwa płynnego wynosił od 120 do 160 ton, co zapewniało zasięg wynoszący 1200–1400 Mm przy prędkości 12–14 węzłów .
Energia elektryczna wytwarzana była przez umieszczone w maszynowniach dwie prądnice o napędzie parowym. Na rufie znajdował się pojedynczy, częściowo zrównoważony ster, poruszany za pomocą parowej maszyny sterowej umiejscowionej na pokładzie głównym pod nadbudówką dziobową. Sterowanie okrętem odbywało się ze sterówki głównego pomostu bojowego, jak też pomostu rufowego (oba wyposażone były również w kompasy).

### Uzbrojenie i jego modyfikacje
Głównym uzbrojeniem artyleryjskim okrętu były dwa pojedyncze działa kalibru 100 mm M1893 L/45, umieszczone po jednym na dziobie i na nadbudówce rufowej. Długość działa wynosiła 4646,5 mm, a długość lufy 4500 mm (45 kalibrów – L/45); masa działa wynosiła 1700 kg, a masa osłony 28,5 kg. Armaty wykorzystywały amunicję rozdzielnego ładowania – pociski o masie 14,16 kg i umieszczone w metalowej łusce ładunki miotające o masie 3,7 kg. Maksymalna donośność wystrzeliwanego z prędkością początkową 740 m/s pocisku wynosiła 11 800 metrów, a szybkostrzelność 5–7 strzałów na minutę. Kąt ostrzału wynosił 240° dla działa dziobowego i 267° dla rufowego, a zapas amunicji 240–250 pocisków na lufę.
Artylerię drugiego kalibru stanowiły cztery pojedyncze działa kalibru 65 mm M1902 L/50, umieszczone parami na górnym pokładzie za pokładem dziobowym i obok nadbudówki rufowej. Długość działa wynosiła 3450 mm, a długość lufy 3250 mm; masa działa wynosiła 594 kg. Masa pocisku wynosiła 4 kg, a masa ładunku miotającego 1,425 kg. Maksymalna donośność wystrzeliwanego z prędkością początkową 870 m/s pocisku wynosiła 9000 metrów, a szybkostrzelność od 12 do 18 strzałów na minutę. Kąt podniesienia lufy wynosił od -16 do +20°, kąt ostrzału pary dział dziobowych 143° (rufowych 163°), a zapas amunicji 346 pocisków na lufę.
Magazyny amunicyjne dział wyposażone były w system zraszania i zalewania, a dostarczanie amunicji odbywało się za pomocą dwóch podnośników napędzanych silnikami elektrycznymi, z rezerwowym napędem ręcznym. Dane do strzelania uzyskiwano za pomocą systemu hydraulicznego Germaina.
Niszczyciel wyposażono w cztery nadwodne wyrzutnie torped kalibru 450 mm, umieszczone w dwóch podwójnych aparatach usytuowanych na górnym pokładzie na obu burtach między kominami a nadbudówką rufową. Masa aparatu wyrzutni wynosiła 1558 kg, a kąty naprowadzania po 45° w każdą stronę trawersu. Używano przeważnie torped M1909R, których łączny zapas wynosił sześć sztuk. Długość torpedy wynosiła 5,25 metra, a jej masa 710 kg (w tym głowica bojowa 110 kg). Pojemność zbiornika powietrza wynosiła 322 dm³, a jego ciśnienie 150 kG/cm². Zasięg dochodził do 2000 metrów przy prędkości 34 węzłów i 3000 metrów przy 30 węzłach.

### Wyposażenie
Na okręcie zamontowano jeden reflektor o średnicy 60 cm, umieszczony na platformie pomostu bojowego. Niszczyciel wyposażony był w dwie kotwice admiralicji, umieszczone na obu burtach na specjalnych platformach kotwicznych i podnoszone zamontowaną na dziobie wciągarką z napędem parowym oraz ręcznym. Do łączności wewnętrznej służyło co najmniej 10 głównych linii rur głosowych, prowadzących do poszczególnych stanowisk i pomieszczeń. Jako środki ratownicze i komunikacyjne na okręcie znajdowały się: 7-metrowy ponton, 7-metrowy welbot, 4-metrowy jol oraz dwie szalupy Burtona.

## Służba

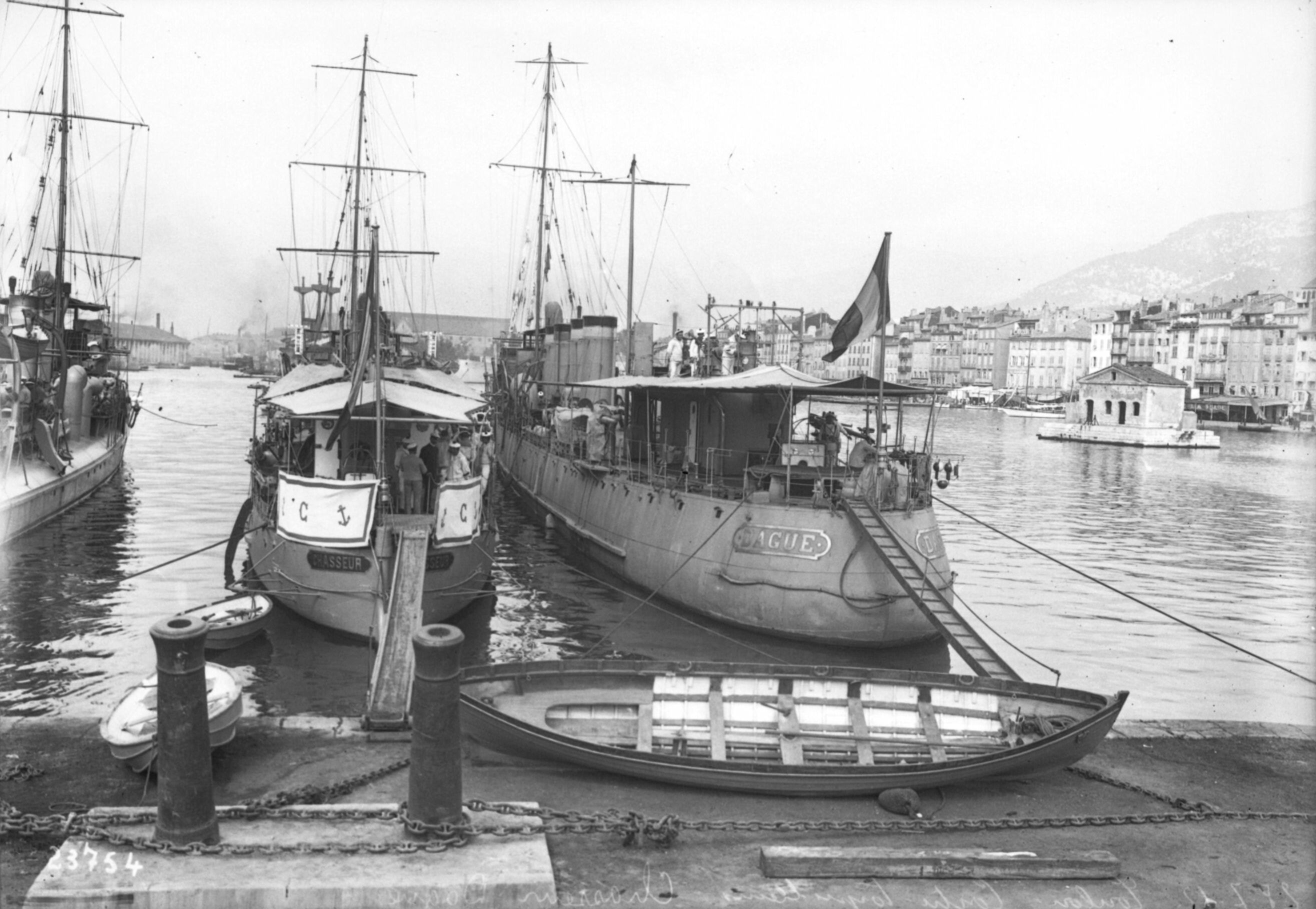
Niszczyciele „Chasseur” i „Dague” w Tulonie w 1912 roku

„Dague” został wcielony do służby w Marine nationale 20 maja 1912 roku. Jednostka otrzymała numer identyfikacyjny M67 i znak burtowy „DG”. 22 lipca okręt wyszedł z Lorient w rejs na Morze Śródziemne, docierając 3 sierpnia do Tulonu; po przybyciu „Dague” został przyporządkowany do 1. dywizjonu niszczycieli 1. Armii Morskiej.
Między 21 a 23 kwietnia 1913 roku okręty 1. i 5. dywizjonu niszczycieli wraz z „Bouclierem” i pancernikami „Condorcet”, „Danton”, „Mirabeau”, „Vergniaud” i „Voltaire” wzięły udział w kolejnych ćwiczeniach floty. 1 października „Dague” nadal należał do 1. dywizjonu niszczycieli, w skład którego wchodziły: „Casque” (okręt flagowy), „Bisson”, „Boutefeu”, „Cimeterre”, „Commandant Rivière”, „Dehorter”, „Faulx” i „Fourche”. 5 listopada 1913 roku „Dague” zderzył się z wychodzącym z Tulonu na próbne strzelania torpedowe okrętem podwodnym „Cugnot”, który doznał uszkodzeń dziobu.
1 sierpnia 1914 roku, tuż przed wybuchem I wojny światowej, „Dague” nadal znajdował się w Tulonie w składzie 1. dywizjonu niszczycieli (wraz z flagowym „Casque” oraz „Boutefeu”, „Faulx”, „Fourche” i „Mangini”).

### I wojna światowa

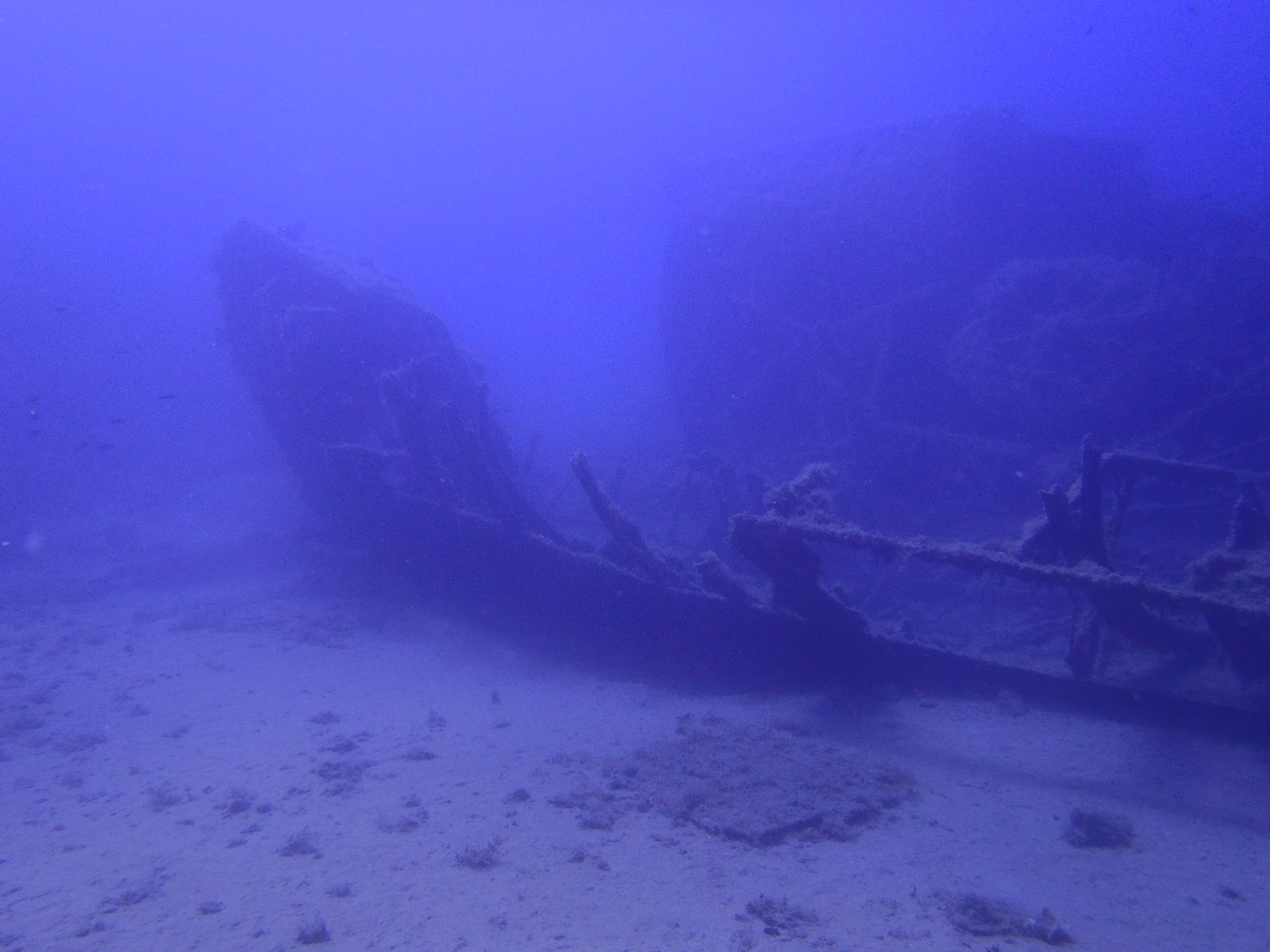
Fragment wraku niszczyciela „Dague” w pobliżu portu w Barze

3 sierpnia 1914 roku okręty 1. dywizjonu niszczycieli udały się pod Cap Bon, a następnego dnia, po rozpoczęciu działań wojennych, skierowały się w stronę Algieru. 7 sierpnia niszczyciele 1. dywizjonu uzupełniały paliwo w Algierze, a nazajutrz w trybie pilnym wyszły do Bizerty, mimo że niektóre okręty nie zostały zatankowane z powodu braku mazutu w bazie; w rezultacie kilka niszczycieli musiało być holowanych (m.in. „Dague” przez pancernik „Démocratie”). Po zerwaniu 11 sierpnia stosunków dyplomatycznych z Austro-Węgrami, okręty 1. Armii Morskiej udały się dwa dni później na Maltę, skąd podjęły patrole na Adriatyku.
Między 18 a 19 sierpnia niszczyciele 1. dywizjonu wraz z „Bouclierem” osłaniały na trasie z San Giovanni di Medua na Maltę uszkodzoną w kolizji z niszczycielem „Cavalier” jego siostrzaną jednostkę – „Fantassin”. Od października do grudnia niszczyciele 1. i 6. dywizjonu oraz „Bouclier” eskortowały konwoje dostarczające zaopatrzenie Czarnogórze.
25 sierpnia niszczyciele 1. i 6. dywizjonu udały się w składzie Grupy Specjalnej (którą tworzyły pancerniki „Courbet” i „Jean Bart”, krążownik „Jurien de la Gravière”, tender wodnosamolotów „Foudre” oraz okręty podwodne należące do 2. dywizjonu z flagowym „Dehorterem”) w rejon Cieśniny Otranto, operując następnie na Adriatyku. Od października do grudnia niszczyciele 1. i 6. dywizjonu oraz „Bouclier” eskortowały konwoje dostarczające zaopatrzenie Czarnogórze.
W styczniu i lutym 1915 roku okręt nadal pełnił służbę konwojową na Adriatyku. 24 lutego „Dague” i „Faulx” eskortowały zmierzające do portu w Antivari transportowce „Tijit” i „Whitehead”. O godzinie 21:00 przeprowadzający trałowanie „Dague” wpłynął na postawioną przez austro-węgierskie torpedowce dryfującą minę, po czym w wyniku eksplozji przełamał się na pół i zatonął w ciągu kilku minut. Na pokładzie niszczyciela śmierć poniosło 38 marynarzy. Był pierwszym francuskim okrętem, który został zatopiony na Morzu Adriatyckim, i pierwszym niszczycielem Marine nationale utraconym w wojnie.
21 maja 1915 roku dowódca „Dague”, kpt. mar. Bouquet stawił się w Tulonie na rozprawę przed obliczem I Morskiej Rady Wojennej pod przewodnictwem komandora (fr. capitaine de vaisseau) Testu de Balincourta, zebranej w sprawie utraty okrętu; zakończyła się ona uniewinnieniem dowódcy niszczyciela. Dekretem ministra marynarki wojennej z 21 października 1921 roku 36 członków załogi „Dague” otrzymała pośmiertnie brązową gwiazdę Krzyża Wojennego.

## Wrak
Podzielony na kilka części wrak niszczyciela znajduje się od 1973 roku za falochronem portu w Barze na głębokości 18 metrów i jest dostępny dla nurków .